# Lars Niklas Wahrgren
Lars Niklas Wahrgren, född 3 augusti 1865 i Härnösand, död 19 juni 1910 i Sollefteå, var en arkitekt verksam i Sollefteå från 1888 till 1910. Han är upphovsmannen till de flesta av de trähus som uppfördes i Sollefteå centrum varav ett tiotal fortfarande består.

## Biografi
Lars Niklas Wahrgrens far, Niclas Wahrgren, föddes 1839 i Visby på Gotland och kom slutligen till Härnösand 1861 från Uppsala. Namnet Wahrgren kommer från Bjärehalvön i Skåne. Niclas Wahrgren började arbeta som ”Handlare Oscar Holmbergs tjenare” och avancerade senare till egen handlande. År 1863 gifte sig fadern med Wendela Maria Törner som flyttat till Härnösand från Visby. Redan samma år fick paret sitt första barn och två år senare, år 1865, föddes Lars Niklas Wahrgren. Paret fick sju barn tillsammans, varav två dog vid späd ålder. Men hösten 1877 dog modern hastigt, 41 år gammal. Redan året därpå gifte fadern om sig med Anna Sofia Carolina Kolmodin från Visby och paret utökade barnaskaran med ytterligare fyra barn, varav två av dem dog i vaggan.

Det s.k. Hemslöjdshuset, uppfört 1898, tillhörde en gång skogsinspektor J P Sjödin. Ett bra exempel på Wahrgrens tornarkitektur.

Hösten 1883 åkte L N Wahrgren till Tyskland för att utbilda sig till arkitekt. Han skrev in sig på ”Die Baugewerksschule” i Holtzminden, Braunschweig. Ett par decennier tidigare hade bröderna Axel Kumlien och Hjalmar Kumlien utbildat sig vid samma skola, som då var en av samtidens förnämsta tekniska byggnadsskolor. Mellan senhösten 1883 och vårvintern 1885 utbildade han sig inom ”bygghantverk”, till skillnad från ”maskinbyggnad”, som var mer inriktad på ingenjörskonst. Här fick han ta del av ämnen som t.ex. frihandsteckning, geometri, räkning, byggkonstruktionslära, byggmekanik, formlära, byggkunskap, etc.
Våren 1885 återvände Wahrgren efter sin utbildning till Härnösand, för att sedan en tid arbeta som biträde hos stadsarkitekt Per Appelberg i Härnösand. Därefter kom Wahrgren i kontakt med Byggmästaren Jonsson som då hade sin verksamhet förlagd till Sollefteå. År 1887 dog fadern och det kan antas att han mot slutet av sitt liv inte orkade med affärerna längre utan grosshandlaren A Verstegh tog över rörelsen. Fadern drabbades slutligen av "sinnessjukdom" och det noterades att han var utfattig. Samma år gjorde L N Wahrgren 2:a klassens militärtjänst. Omkring den 26 juni 1888 flyttade den unge arkitekten från Härnösand för att slå sig ned i Sollefteå, där två av hans farbröder, Carl och Christoffer, redan hade sin hemvist.
I Sollefteå träffade Wahrgren rätt snart sin blivande fru, Katarina Matilda Sjödén, från Sundsvall. Hon hade fått anställning hos länsman Axel Gottfrid Sjödén på Hågesta herrgård, som troligen var en släkting till henne. Paret gifte sig 1889 och slog sig ned i Hullsta. De flyttade ett antal gånger inom Sollefteå innan de slutligen 1905 flyttade till Storgatan 52 A. År 1890 fick paret sitt första barn av fem, varav två dog vid späd ålder.
Rätt omgående efter flytten till Sollefteå ritade Wahrgren sin första stora byggnad: J. G. Askbergs kombinerade apoteks- och bostadshus. Samtidigt som han gjorde ritningar till byggnader, arbetade han också som byggnadskontrollant och ritade tomt- och kartritningar åt municipalsamhället. Han hjälpte även privatpersoner att ansöka om byggnadslov.. Sollefteå hade ett kraftigt uppsving under 1880– och 90-talen och en bit in på det nya seklet. Detta avspeglar sig i den mängd hus som byggdes vid den tiden. Wahrgren var oftast den som fick uppdraget att rita de monumentala bostadshusen i centrala Sollefteå, men även hotell, uthus, bryggeri samt institutionsbyggnader. Eftersom han ofta försåg sina byggnader med torn, förärade folkhumorn honom smeknamnet ”torndyveln”.
I flera tidningar, omskriven i bland andra Dagens Nyheter och Svenska Dagbladet, kan man läsa om en räddningsbragd utförd av arkitekten som utspelades sommaren 1902: "En vacker räddningsbragd utfördes I fredags afton af arkitekt N. Wahrgren från Sollefteå, skrifves till Jämtlands-posten. W. befann sig vid 7-tiden i sällskap med grosshandlare G. Erstad från Långsele vid forsen nedanför järnvägsbron därstädes, hvarest E. Ämnar bygga en kvarn, till hvilken ritningen uppgjorts af W. I närheten befann sig äfven en måleriarbetare Eriksson, sysselsatt med laxmete på en timmerstock, hvarvid han halkade och föll i forsen, som här är ganska stridd. Utan betänkande kastade sig hr Wahrgren fullt påklädd med öfverrock ögonblickligen i vattnet och lyckades efter en half timmes svår kamp i det våta elementet, hvarvid den drunknande och hans räddare voro under vattnet 3 gånger, omsider nå stranden och undgå en ögonske?lig död."
År 1902 invigdes Österåsens sanatorium. Även här kan Wahrgren ha anlitats, åtminstone till det förberedande arbetet..
Sanatoriet hade byggts för att bekämpa den stora folksjukdomen tuberkulos som under 1800-talet skördade tiotusentals offer varje år. Även Wahrgren föll offer för sjukdomen och skrevs in i februari 1907. I april 1908 blev han utskriven som obotlig från Österåsen. Sedan dröjde det bara två år innan han slutligen dukade under för lungsoten. Under arbetet och byggandet av J Pettersons bostadshus, "Nord-Sverigehuset", drabbades han av blodstörtning. Efter några dagar i sjuksängen, dog Lars Niklas Wahrgren den 19 juni 1910, endast 44 år gammal. På grund av avsaknad av vittnesuppgifter är det svårt att få en bild av L N Wahrgrens personlighet, men i dödsrunan från 1910 står det att läsa: ”Af en tillbakadragen och försynt natur, hade emellertid den nu aflidne tillvunnit sig allmänna sympatier".

## Byggnadsverk

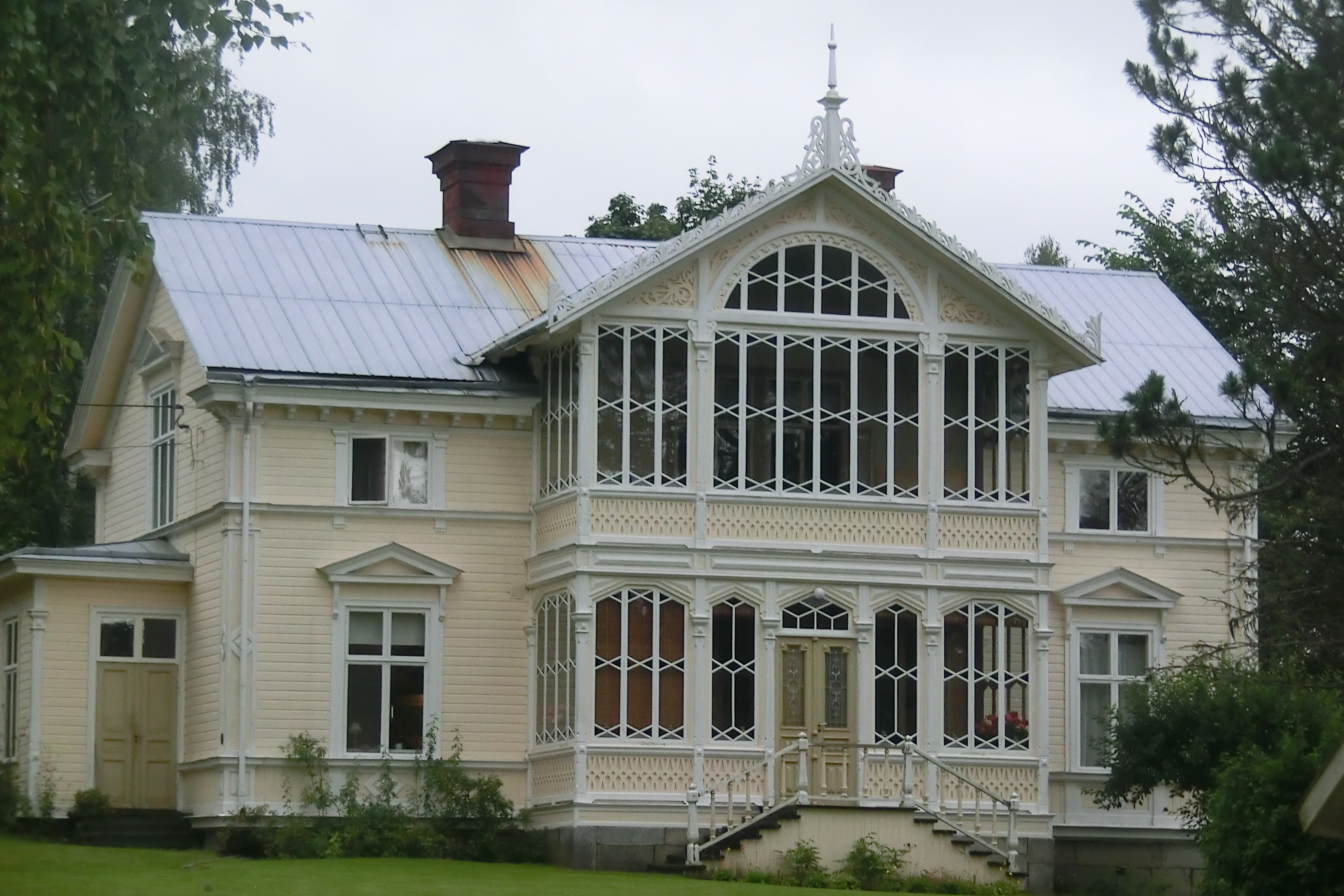
Talmansgården i Skedom. Det finns en ritning av naturstensgrunden bevarad som är signerad Wahrgren; kan han ha ritat hela byggnaden som uppfördes 1899?

Det är belagt att över 70 byggnader i Sollefteå stad är ritade av Lars Niklas Wahrgren. Till verkförteckningen kan man möjligtvis lägga restaureringarna av Hullsta gård och Hotell Appelberg, som genomfördes i början av 1890-talet. Byggnaden Strömsborg lär han ha också ha ritat. I slutet av 1800-talet uppfördes en bryggerifilial i Ramsele. Byggnaden, som fortfarande finns kvar, har samma tegelarkitektur som Sollefteå bryggeri. Wahrgren kan även ha ritat denna byggnad. Han verkar således ha haft sin verksamhetssfär i Sollefteå med omnejd. Ett annat exempel på detta är Öhns skola i Ed och ett förslag till restaurering av Eds kyrka som Wahrgren ritade. Det finns starka skäl att tro att Wahrgren står som arkitekt till Talmansgårdens  ståtliga mangårdsbyggnad eftersom det finns en ritning av naturstensgrunden bevarad som är signerad Wahrgren.
Produktionen bestod av tre kategorier byggnader: bostadshus, uthus samt byggnader för specialändamål. Den första gruppen innehåller bostadshus, dvs. byggnader som är permanent bebodda. Där kan man urskilja två typer, där den första är hus av större dimension, dvs. tvåvåningsbyggnader med minst två skorstenar, där våningsplanen har fler än sex rum med differentierade rumsfunktioner. Den andra typen är mindre bostadshus; en- eller tvåvåningshus, högst fyra rum och en skorsten. Wahrgren ritade även ett antal uthusbyggnader, dvs. ekonomibyggnader till bostaden. De tillhör den andra gruppen. Den tredje gruppen är byggnader, som har andra funktioner än som permanent bostad; bryggeri, piskpaviljong och ämbetsbyggnader.

## Arkitektur

Det f.d. posthuset i centrala Sollefteå uppfördes 1891 efter Wahrgrens ritningar. Ett exempel på nyrenässans.

Wahrgrens bostadshus i trä och tegel kan beskrivas som en fusion mellan de asymmetriska, privata borgerliga villorna och storstadens stenhus i nyrenässans och medeltidssvärmeri. De är således ej direkt jämförbara trädgårdsstädernas villor eller skärgårdens sommarbostäder. Gör vi en överskådlig jämförelse med liknande norrländska samhällen, finner vi en motsvarande 1890-talsarkitektur i trä. Men torntätheten och tornvariationen är - var i alla fall - sällsynt rik i Sollefteå. I andra småstäder är motsvarande torn smalare och mindre, till skillnad från Wahrgrens tornkupor.
Lars Niklas Wahrgren var en yrkesman med god överblick över vilka arkitekturstilar som var på modet i de stora städerna. Wahrgren tillhör samma generation arkitekter som Gustaf Hermansson och Isak Gustav Clason, även de med ett intresse för tornbyggnader och historiska stilar. I denna uppsats har många paralleller dragits mellan Wahrgrens arkitektur och den på kontinenten och i Stockholm allmänt rådande. Anledningen är att han inte nämnvärt avviker från de generella dragen i 1800-talets arkitektur. Han var med andra ord ingen avantgardearkitekt. Eklektiker som han var, lärde han sig tidigt att handskas med detaljer från konsthistorien. Han visar prov på en variationsrikedom inom ramen för vad som var stilmässigt gångbart. Wahrgren använde sig av få grundmotiv och varierade dem genom olikformiga takfall, verandor, fönsteromfattningar och torn. Dessa drag verkar ha motsvarat de önskemål om elegans och ståndsmässighet, som hystes av den borgerliga småstadsherren. Att Wahrgren hade en förkärlek för torn var inte en tillfällighet. Många av tornhusen stod i hörnet av en gatukorsning. Dessa hade korsningshörnet avskuret, i enlighet med de bestämmelser som fastställdes med byggnadsstadgan år 1874.

## Apotekshuset – ett stilhistoriskt lapptäcke

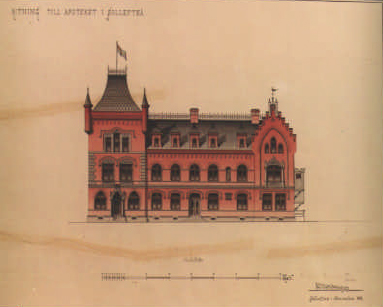
Det s.k. Apotekshuset, även kallat Gamla Apoteket, uppfördes av J. G. Askberg år 1889 efter Wahgrens ritningar.

En av de mest centrala av de äldre byggnaderna i Sollefteå är det s.k. Apotekshuset, som den välbärgade J. G. Askberg lät uppföra efter Wahrgrens ritningar år 1889. Det är ett praktexempel på stileklekticism. I ett senare skede av eklekticismen, hämtade man element från hela konsthistorien, oberoende av varandra. Man kallar denna variant för "syntetisk eklekticism". Det var dock inte frågan om ett stilhistoriskt collage till det absurda. Fenomenet kan snarare jämföras med ett lapptäcke, vars lappar från olika kläder fogas samman till en smakfull helhet.
Många associerar till en medeltida borg, då de betraktar Apotekshusets huvudtorn med sina små gotiska hängtorn. Förutom det krenelerade tornet, döljer fasaden många medeltida drag: trappstegsgavel, trepassformer, en riddarskulptur, samt spets-, rund- och stickbågiga fönster. Apotekshuset är ett slags stilistisk syntes av tysk och fransk medeltidsarkitektur. Det verkar således som om Wahrgren varit väl bevandrad inom konsthistorien och dess motiv.
Samtidigt är det högst sannolikt att Wahrgren låtit sig inspireras av Norstedt & Söners stora förlagspalats i Stockholm, vars likheter vid gäller stil och komposition är slående. Wahrgrens studietid i Tyskland sammanfaller tidsmässigt med uppförandet av förlagspalatset på Riddarholmen. Byggnaden ritades av Magnus Isæus (1841–1890), som var en betydelsefull arkitekt i huvudstaden under slutet av århundradet. Han tillhörde den Zettervallska generationen, som eftersträvade större realism och äkthet i materialet. Norstedt & Söners förlagspalats var ett betydande byggnadsprojekt på den tiden och uppfördes på historiskt betydelsefull mark. Byggnaden började uppföras 1883 och fick en trubbigt V-formad planlösning med två gatufasader. 

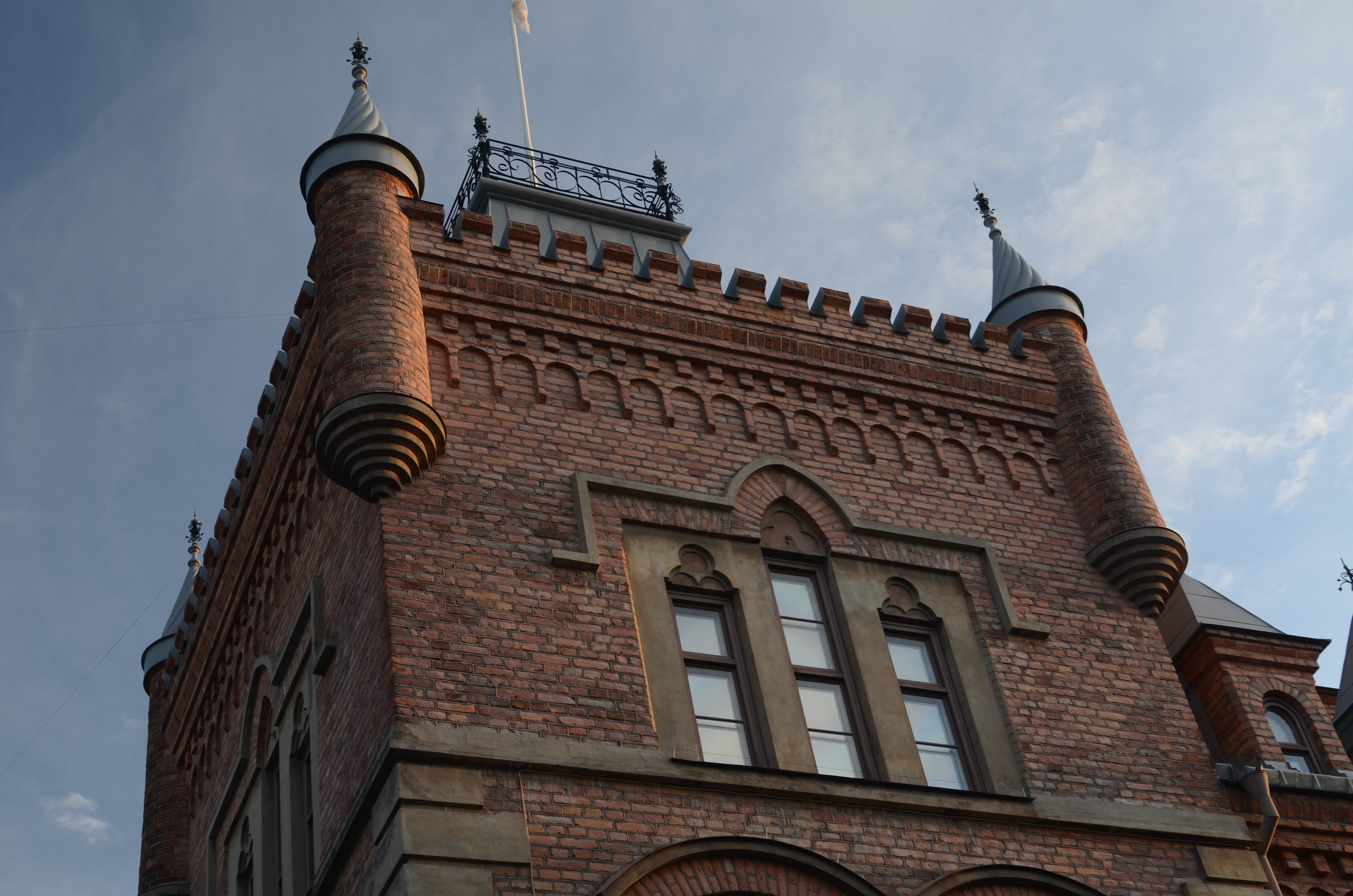
Tornet till Apotekshuset ger tydliga associationer till medeltidsarkitektur.

Att drömmen om medeltiden florerade bland Sollefteås mäktiga män i slutet av 1800-talet, är ingen tvekan om. Till Oskar II:s första besök i samhället år 1890,hade man låtit uppföra en imiterad medeltida borg av träplank och tyg på toppen av den resliga Borgnipan i Sollefteå. Det är förmodligen samma borg som August Strindberg beskriver i Sveriges natur på sin resa genom Norrland:
[...] de båda sandniporna med deras eleganta linier, förnäma varma sydländska färg, och af vilka den ena numera är prydd med en imiterad Rhenborg, hvars närvaro verkligen och uteslutande är motiverad af nipans form och färg.
Medeltidstemat var således väl förankrat i dåtidens borgerskap. Tornen var ett ståndsmässigt attribut som kom att gå igen på flera byggnader utefter stadens huvudgata.

## Betydelse för Sollefteås stadssiluett

År 1984 fick AOS Arkitekter uppdraget att bygga ut Apotekshuset till bibliotek. Idag inhyser Apotekshuset Sollefteå museum.

Lars Niklas Wahrgrens betydelse för Sollefteå kan inte överskattas med tanke på hur många byggnader som uppfördes efter hans ritningar. I synnerhet bidrog han med en varierande stadssiluett, som gav staden smeknamnet ”Tornstaden”. Man skulle skämtsamt kunna säga att Wahrgren har kapat tornarmadan på Strandvägen i Stockholm och placerat dem på tvåvåningshusen i Sollefteå. Men trots de historiskt och estetiskt värdefulla värdena, undgick inte Sollefteå rivningsvågen på 1950- och 1960-talet. Trähus som var dåligt underhållna såg ofta risiga ut och kunde lätt motivera en sanering. Starka penningintressen från dagligvaruhandel och byggföretag, samt bilism och bostadsbrist låg också bakom.
På 1970-talet avstannade både byggnadsaktiviteten och saneringen av staden. Det förändrade samhällsklimatet i Sverige spelade förmodligen också in i sammanhanget, liksom de proteststormar som yrde kring ett rivningsförslag för Apotekshuset. En stridbar dam vid namn Tora Torell var en av förgrundsgestalterna, som till sist lyckades hejda rivningsplanerna från byggföretaget Östman & Norell.  Idag finns Apotekshuset kvar som stadsbibliotek med en tegelutbyggnad mot bakgården ritade av AOS Arkitekter år 1984.
På 1980-talet eldhärjades några av Wahrgrens byggnader, samtidigt som Sollefteå kommun beslutade att uppföra ett nytt kommunalhus på platsen för ett gammalt Wahrgrenhus. Men trots det finns idag år 2012 ett tiotal av Wahrgrens största och imposanta byggnader fortfarande kvar i centrum. Under 1990-talet skedde dock en förändring mot allt större följsamhet mot platsen i stället för mot tiden. I Sollefteå motsvarades detta synsätt av den nya träpanelbyggnad som uppfördes på platsen för det s.k. Melinska huset som brann ned 1986. Här har arkitekten försökt att efterlikna Wahrgrens ursprungliga hus, om än i något förenklat utförande.